# Лопухин, Павел Петрович
Светлейший князь Павел Петрович Лопухин (1790—1873) — русский военачальник, генерал-лейтенант из рода Лопухиных. Великий мастер масонской ложи и один из организаторов Союза благоденствия. Участник Наполеоновских войн и Польской кампании 1831 года. Владелец имений Корсунь и Осиновая Роща.

## Биография
Единственный сын генерал-прокурора, министра юстиции, председателя Государственного совета и Комитета министров светлейшего князя П. В. Лопухина от второго брака со статс-дамой Екатериной Николаевной, урождённой Шетневой. Ранее указывалось, что он родился в 1788 году («в год взятия Очакова»; известно, что его старшая сестра Александра родилась 30 мая 1788 года, что указано на её надгробной плите и, следовательно, Павел Лопухин родился после 1788 года. Новейшие источники указывают год рождения — 1790-й.
В младенческом возрасте (10.09.1793), по обычаю того времени, был зачислен портупей-прапорщиком в лейб-гвардии Преображенский полк. В царствование императора Павла I он был произведён в прапорщики 17 декабря 1798 года пожалован во флигель-адъютанты и сохранил это звание при исключении из полка с чином поручика (11.03.1800). Также в 1800 году ему был пожалован кавалерский крест ордена Святого Иоанна Иерусалимского.
При вступлении на престол императора Александра І юный светлейший князь Лопухин был переименован в действительные камергеры (18.03.1801) и возвратился к родителям для окончания своего воспитания. Как говорилось в его некрологе: «…чуть не от самой колыбели был взыскан царскими милостями, которые впоследствии времени оправдал ревностной усердной службой».
Настоящую свою служебную карьеру он начал в шестнадцать лет, 30 октября 1806 года, поступив поручиком в Кавалергардский полк. Принимал участие в сражениях с французами под Гейльсбергом и под Фридландом. В 1809 году вступил в отправление должности по званию флигель-адъютанта. В октябре 1809 года получил чин штабс-ротмистра, в марте 1812 года — ротмистра.
Во время Отечественной войны 1812 года он состоял при начальнике главного штаба армии А. П. Ермолове в чине полковника и без его участия не обошлось почти ни одного сражения: Витебск, Смоленск, Заболотье, Бородино, Тарутино, Малый Ярославец, Вязьма и Красный были свидетелями отваги, храбрости и разумной распорядительности князя. А. П. Ермолов находил в нём «смелость, добрую волю, хорошие способности, дающие надежду». Некоторое время Лопухин командовал казачьим Дячкина полком.
В Заграничном походе 1813 года Лопухин состоял при императоре Александре I, затем был в корпусе барона Ф. Ф. Винценгероде. Участвовал в битве под Гросс-Береном, при Денневице и под Лейпцигом. С двумя казачьими полками он занял большую часть Вестфальского королевства и очистил Ольденбургское герцогство и Ост- и Вест-Фриз от занимавших их неприятельских отрядов. В кампанию 1814 года светлейший князь Лопухин постоянно находился в авангарде генерал-адъютанта А. И. Чернышёва. Причём, отличился в сражении под Люттихом и обратил на себя внимание своим бесстрашием и распорядительностью при Суассоне, Лаоне, Реймсе и при взятии Парижа. 6 февраля 1814 года он был удостоен ордена Святого Георгия 4-й степени (№ 2819 по списку Григоровича — Степанова) «за отличие в сражении с французами при Суассоне».
В 1815 году, начальствуя сперва казачьим отрядом, а потом двумя казачьими полками, светлейший князь Лопухин прикрывал главную квартиру под Ландау, Страсбургом и Пфальсбергом. 6 октября 1817 года он был произведён в генерал-майоры и назначен командиром 2-й бригады 1-й уланской дивизии. Со 2 августа 1822 г. — командир 1-й бригады той же дивизии. Среди прочих наград, им полученных за отличие в сражениях с Наполеоном I, были ордена Святого Владимира 3-й степени и Святой Анны 2-й степени, а также золотая шпага с надписью «За храбрость» (за сражение под Лейпцигом).
Лопухин был масоном и состоял великим мастером ложи «Трёх добродетелей». Также являлся членом тайных декабристских организаций «Союза спасения» (с 1817 г.), «Союза благоденствия» (участвовал в составлении его устава — «Зелёной книги») и «Северного общества» (по несогласию с делами общества выбыл из него в 1822 году). В декабре 1825 года, после событий на Сенатской площади, был допрошен генерал-адъютантом В. В. Левашёвым и затем отдельным повелением императора Николая I освобождён без последствий.

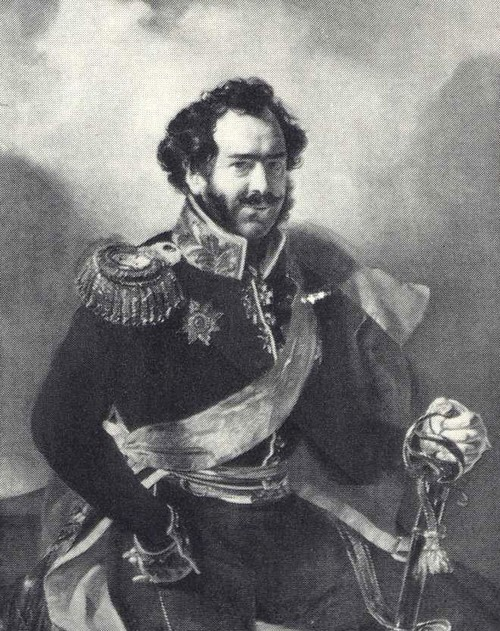
Князь Лопухин на утраченном портрете Брюллова

Лопухин 17 мая 1827 года был назначен командиром 2-й конно-егерской дивизии и 1 декабря 1830 года — 1-й гусарской. Лопухин многократно был удостоен монаршего благоволения и получил бриллиантовый перстень с вензелем императора Николая I и орден Святой Анны 1-й степени с императорской короной. 25 июня 1829 г. был произведён в генерал-лейтенанты.
Польская кампания 1831 года пополнила послужной список светлейшего князя Лопухина новыми страницами: 7 февраля он командовал авангардом 1-го пехотного корпуса в генеральном сражении при корчме Вавр, 13 февраля в сражениях на Гроховских полях командовал всей кавалерией 1-го пехотного корпуса, 14 мая участвовал в сражении под Остроленкой. Затем, находясь постоянно в авангарде, после переправы на левый берег Вислы, принимал участие в генеральном сражении, взятии приступом передовых укреплений и при покорении Варшавы (25—27 августа). За эти подвиги он получил орден Святого Владимира 2-й степени, а 18 октября 1831 года, был награждён орденом Святого Георгия 3-й степени (№ 442) «В воздаяние отличного мужества и храбрости, оказанных 25 и 26 августа 1831 года при штурме варшавских укреплений».
Всего за свою жизнь участвовал в 56 сражениях. Кроме медалей за кампании, в которых участвовал светлейший князь Лопухин, он был кавалером иностранных орденов: австрийского — Леопольда, прусского — «Pour le merite», французского — Святого Людовика и шведского — Меча. Его имя несколько раз упоминается на памятных плитах храма Христа Спасителя в Москве.
Узнав о кончине мужа своей давней возлюбленной Жанетты Алопеус, Лопухин поспешил к ней за границу, где вскоре связал себя узами брака. (По службе ему был предоставлен 23 октября 1831 года годичный отпуск). Карл Брюллов написал в 1833 году портреты молодожёнов, исполненные романтической приподнятости:
Лопухин принадлежал к числу лучших сынов России. Его портрет Карл написал на одном дыхании, за пять дней. Этот большой холст, хоть в нем нет никаких примет обстановки, намека на жанровое действие — Лопухин показан на фоне бурно мятущихся облаков, — перерастает из локального изображения одного человека в портрет-картину. Черты волевой целеустремленности, напора внутренних сил, некая готовность к противостоянию враждебным силам, идейная одухотворенность были свойственны не только этому мужественному человеку, это черты передового русского интеллигента той поры.
Женившись, П. П. Лопухин испросил отставки и высочайшим приказом 11 января 1835 г. «по домашним обстоятельствам» был уволен от службы в чине генерал-лейтенанта. Вторую половину жизни провёл в своём имении Корсунь, Киевской губернии, которое перестроил в причудливой смеси неоготики и русского стиля.

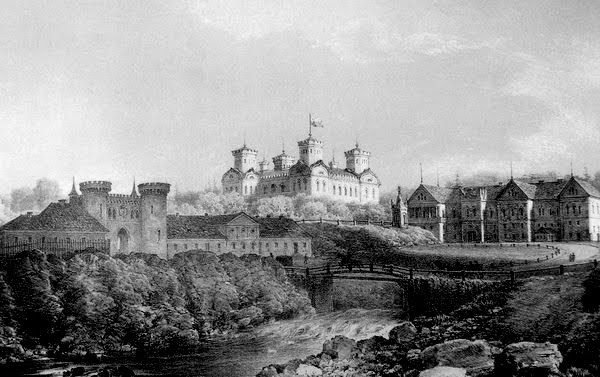
Корсунский замок Лопухина на зарисовке Наполеона Орды (1870)

Сельская жизнь светлейшего князя Лопухина протекала в вельможной обстановке. В огромном зале, «похожем на музей», каждую субботу давались концерты, на которых старый барин «не только сам дирижировал, но и сам сочинял музыку, не стесняясь иногда вставлять в неё мотивы из известных итальянских опер». Сохраняя, несмотря на преклонный возраст, свежесть и бодрость, светлейший князь Лопухин любил потчевать своих гостей неблагопристойными анекдотами.
Во время "Корсунщины", разъярённая толпа, из более чем 4-х тысяч, крестьян, двинулась к поместью Лопухина с требованием освободить их от крепостного гнёта. По пути их встретили царскии войска и после продолжительных боёв, толпа, понеся многочисленные потери и ранения, отступила.
Умер в своём имении 23 февраля (7 марта) 1873 года. Похоронен на погосте Карачуницы Порховского уезда Псковской губернии в фамильной усыпальнице при Николаевской церкви Лопухинского инвалидного дома, снесённой не раньше 1950-х гг.

## Награды
- Орден Святого Иоанна Иерусалимского, кавалерский крест (09.01.1800)
- Орден Святой Анны 2-й степени (19.12.1812)
- Золотая шпага с надписью «За храбрость» (17.09.1813)
- Орден Святого Владимира 3-й степени (29.01.1814)
- Орден Святого Георгия 4-й степени (06.02.1814)
- Орден Святой Анны 1-й степени (05.06.1827)
- Императорская корона к ордену Святой Анны 1-й степени (25.06.1830)
- Орден Святого Владимира 2-й степени (19.04.1831)
- Орден Святого Георгия 3-й степени (18.10.1831)

Иностранные:
- Прусский орден Pour le Merite (1813)
- Австрийский орден Леопольда (1813)
- Шведский орден Меча (1814)
- Французский орден Святого Людовика (1814)

## Личная жизнь

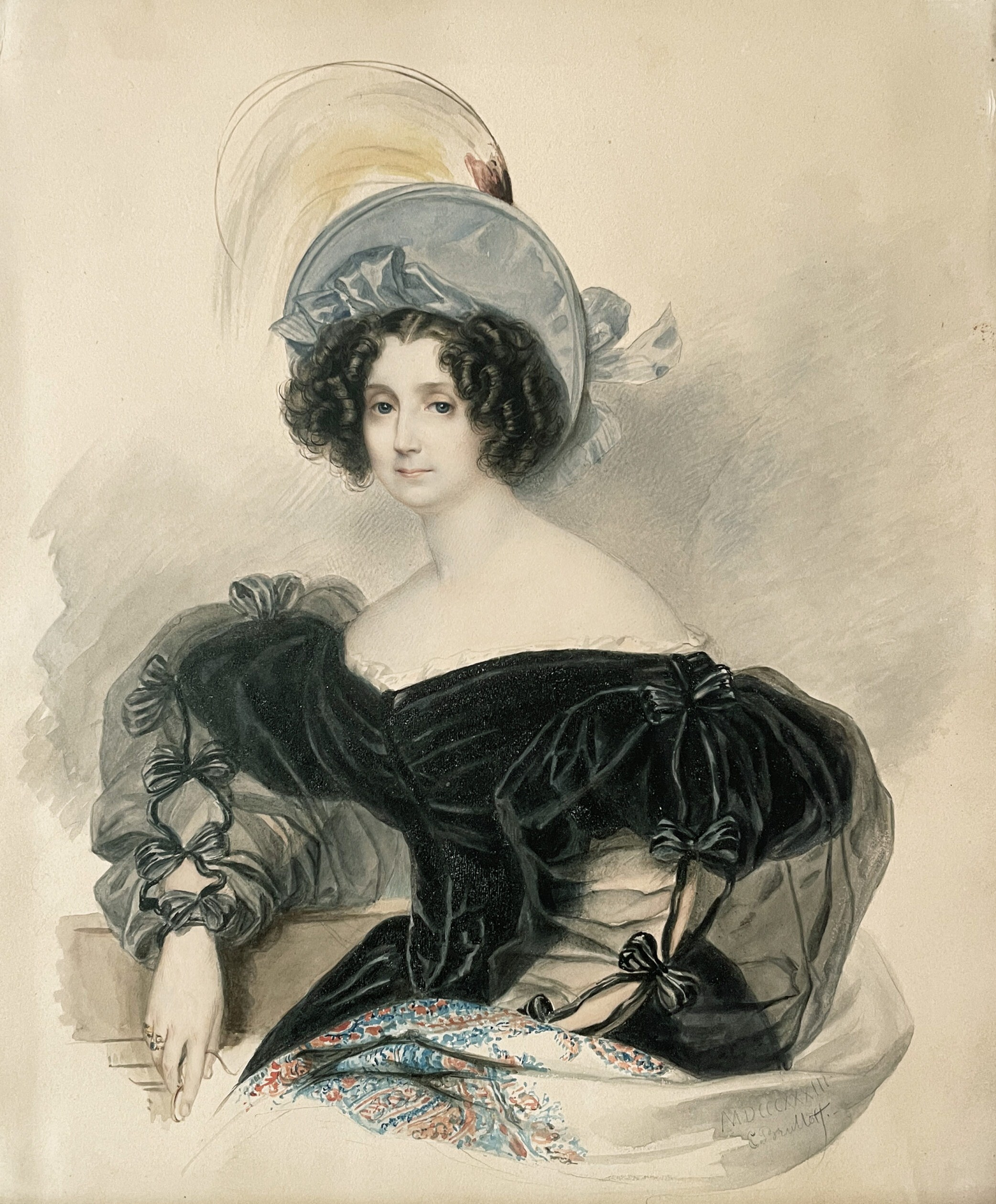
Жанетта Ивановна на портрете К. Брюллова (1833)

Единственный сын у отца, Лопухин был наследником огромного состояния и «с увлечением предавался самой разгульной жизни». По словам графа Бутурлина, он был ярый меломан и постоянный посетитель оперных театров. Будучи «молодчиной во всем блеске типической красоты при высоком росте», светлейший князь Лопухин пользовался громадным успехом у женщин. В старости, он хвалился своими успехами в обществе, своим умением вести разом несколько любовных интриг и не верил в женскую добродетель. Это, однако, не помешало Лопухину влюбиться в 1808 году не на шутку в свою будущую жену.
Жена — графиня Жанетта (Анна) Ивановна Алопеус, урождённая баронесса фон Венкстерн (1786—1869), дочь барона Эрнеста Иоакима фон Вернкастерн из Ганновера и его супруги Марианны Каролины Бремер (1786—1869). Свадьба состоялась 18 (30) октября 1833 года в имении П. П. Демидова князя Сан Донато, близ Флоренции. По свидетельству современника, в это время «Лопухины составляли красивую ещё, хотя и пожилую пару». В молодости Жанетта Ивановна отличалась красотой, изяществом и редким умом. Сохранился её портрет кисти К. Брюллова (1833), находящийся в Русском музее в Санкт-Петербурге. Детей, доживших до совершеннолетия, у них не было.
Со смертью бездетного Павла Петровича титул светлейшего князя Лопухина не исчез. Памятуя о заслугах светлейших князей Лопухиных, император Александр II своим Указом от 30 мая 1873 года на основании Высочайше утверждённого мнения Государственного Совета от 20 декабря 1865 года титул светлейшего князя передал внуку сестры Павла Петровича, светлейшей княжны Екатерины Петровны, полковнику Н. П. Демидову, с тем, чтобы только старшему в его роде впредь именоваться светлейшим князем Лопухиным-Демидовым.